# 楊上林
楊上林（1500年—？），原名楊林，字子漸，改字維喬，號龍津，直隸淮安府山陽縣人，民籍，明朝政治人物。

## 生平
嘉靖十年（1531年）應天府鄉試第八十七名舉人。嘉靖十四年（1535年）中式乙未科會試第二百九十八名，登第三甲第二十七名進士。授浙江長興縣知縣，十八年二月選授戶科給事中，二十一年復除兵科給事中，二十二年六月與河南道御史沈越清查京衛京營官軍力士匠役之冗濫者，二十三年二月升兵科右給事中，二十四年論劾兵部尚書戴金，使其致仕，二十四年四月升禮科左給事中，八月升吏科都給事中，二十五年七月因高簡一案被革職為民。

## 家族
曾祖楊昂；祖父楊遇；父楊榮，曾任壽官。母樊氏；繼母王氏；繼母張氏。具慶下。兄楊鸞、楊鰲、楊鯨，弟楊上棟、楊檝、楊植。